# Buda-Kasjaljova
Buda-Kasjaljova (belarusiska: Буда-Кашалёва), även Buda-Kosjeljovo (ryska: Буда-Кошелёво) är en stad i Belarus. Den är huvudort i distriktet Buda-Kasjaljova rajon och ligger i Homels voblast, i den östra delen av landet, 240 km sydost om huvudstaden Mіnsk. Antalet invånare är 8 551.

## Natur och klimat
Buda-Kasjaljova ligger 147 meter över havet Terrängen runt Buda-Kasjaljova är mycket platt. Runt Buda-Kasjaljova är det ganska glesbefolkat, med 25 invånare per kvadratkilometer..
Trakten runt Buda-Kasjaljova består till största delen av jordbruksmark.  Trakten ingår i den hemiboreala klimatzonen. Årsmedeltemperaturen i trakten är 5 °C. Den varmaste månaden är juli, då medeltemperaturen är 20 °C, och den kallaste är februari, med −10 °C.